# Sulla bocca di tutti
Sulla bocca di tutti è una serie televisiva drammatica brasiliana, creata da Esmir Filho e distribuita su Netflix a partire dal 17 luglio 2020.